# Martie 1992
Acest articol este generat integral pe baza informațiilor din articolul 1992 și este actualizat periodic de un robot.
 Editările făcute în articol vor fi șterse la următoarea actualizare! Dacă doriți să faceți modificări, editați articolul-sursă.

ianuarie -
februarie -
martie -
aprilie -
mai -
iunie -
iulie -
august -
septembrie -
octombrie -
noiembrie -
decembrie
Martie 1992 a fost a treia lună a anului și a început într-o zi de duminică.

## Evenimente
- 2 martie-21 iulie: Războiul civil din Transnistria (Republica Moldova), faza militară. S-a încheiat pe 21 iulie 1992, având ca rezultat următoarele: Transnistria devine de facto republică independentă, nerecunoscută la nivel internațional.
- 12 martie: Mauritius devine republică în cadrul Commonwealth-ului.
- 14 martie: Osemintele lui Nicolae Titulescu, au fost aduse din Franța în România, și au fost reînhumate la Brașov.
- 25 martie: Cosmonautul rus, Serghei Krikalev, se întoarce pe Pământ după 10 luni la bordul stației orbitale „MIR”.
- 27-29 martie: FSN se scindează în FSN (Petre Roman) și FDSN (Ion Iliescu).

## Nașteri
- 1 martie: Édouard Mendy, fotbalist senegalez
- 3 martie: ADDA (Ada Alexandra Moldovan), cântăreață și compozitoare română
- 3 martie: Ada Moldovan, cântăreață română
- 4 martie: Bernd Leno, fotbalist german (portar)
- 4 martie: Erik Manuel Lamela, fotbalist argentinian
- 6 martie: Momoko Tsugunaga, cântăreață japoneză
- 10 martie: Emily Osment, actriță americană
- 11 martie: Adrian Țuțu, rapper român
- 13 martie: Lucy Fry, actriță australiană
- 13 martie: Ozuna, cântăreț portorican
- 14 martie: Alin Dorinel Toșca, fotbalist român
- 14 martie: Giacomo Beretta, fotbalist italian (atacant)
- 15 martie: Thea Garrett, cântăreață malteză
- 18 martie: Leonardo da Silva Souza, fotbalist brazilian
- 21 martie: Karolína Plíšková, jucătoare cehă de tenis
- 21 martie: Andrei Mihai Hergheligiu, fotbalist român (atacant)
- 23 martie: Vanessa Morgan, actriță canadiană
- 23 martie: Kyrie Irving, baschetbalist american
- 26 martie: Romario Sandu Benzar, fotbalist român
- 28 martie: Elena Bogdan, jucătoare română de tenis

## Decese
Lella Lombardi, 50 ani, pilot italian de Formula 1 (n. 1941)
Emil Lucian Alexandrescu, 54 ani, inginer român, primar al Iașului (1991-1992), (n. 1937)
Silviu Bindea, 79 ani, fotbalist (atacant) și antrenor român (n. 1912)
Menahem Beghin, 78 ani, om politic israelian, prim-ministru al Israelului, laureat al Premiului Nobel (1978), (n. 1913)
Nicolae Țic, 63 ani, scriitor român (n. 1928)
Jean Poiret (n. Jean Poiré), 65 ani, actor francez (n. 1926)
Yeshayahu Tishbi, 83 ani, filosof israelian (n. 1908)
Valeriu Novacu, 82 ani, fizician român (n. 1909)
Rihei Sano, 79 ani, fotbalist japonez (n. 1912)
Harald Sæverud, 95 ani, compozitor norvegian (n. 1897)
Gheorghe Gh. Simionescu, 96 ani, preot ortodox român (n. 1895)
Edward John Spencer, al VIII-lea Conte Spencer, 68 ani, tatăl Prințesei Diana (n. 1924)